# منطقه والپارایزو
منطقه والپارایزو (به اسپانیایی: V Región de Valparaíso) یکی از مناطق پانزده‌گانه کشور شیلی است.
مرکز این منطقه شهر والپارایزو است.